# Xung đột Papua
Xung đột Papua là một cuộc xung đột đang diễn ra ở Tây New Guinea, giữa Indonesia và Phong trào Tự do Papua (tiếng Indonesia: Organisasi Papua Merdeka, OPM). Sau khi chính quyền Hà Lan rút khỏi New Guinea thuộc Hà Lan vào năm 1962 và chính quyền Indonesia tiếp quản vào năm 1963, Phong trào Tự do Papua đã tiến hành một cuộc chiến tranh du kích cường độ thấp chống lại Indonesia thông qua việc tấn công vào quân đội, cảnh sát và dân thường.
Những người ly khai Papua đã tiến hành các cuộc biểu tình và nghi lễ, giương cao lá cờ đòi độc lập hoặc kêu gọi thành lập liên bang với Papua New Guinea, và cáo buộc chính phủ Indonesia gây bạo lực bừa bãi và đàn áp quyền tự do ngôn luận của họ. Indonesia đã bị buộc tội tiến hành một chiến dịch diệt chủng cư dân bản địa. Trong một cuốn sách xuất bản năm 2007, tác giả De R.G. Crocombe đã viết rằng ước tính có khoảng 100.000 đến 300.000 người Papua đã bị lực lượng an ninh Indonesia giết hại, và nhiều phụ nữ bị hãm hiếp hoặc bạo hành tình dục. Nghiên cứu về bạo lực đối với phụ nữ Papua của Nhóm Công tác Phụ nữ Papua và Tổ chức Quyền Tư pháp Châu Á (AJAR) cho thấy 64 trong số 170 (hoặc 4 trong số 10) phụ nữ Papua được khảo sát vào năm 2013, 2017, và nghiên cứu gần đây nhất từ năm 2019, cho thấy 65 trong số 249 phụ nữ Papua đã trải qua một số hình thức bạo lực của nhà nước. Theo nghiên cứu trước đây và cựu tù nhân chính trị Ambrosius Mulait, hầu hết bạo lực đối với phụ nữ Papua xảy ra do bạo lực gia đình của người chồng và quan điểm văn hóa của người Papua đối với người vợ cho rằng họ đã được 'trả công'.
Cách quản trị của Indonesia đã được so sánh với một nhà nước cảnh sát, đàn áp quyền tự do của hiệp hội chính trị và biểu đạt chính trị, mặc dù những người khác đã lưu ý rằng xung đột ở Papua thì lại do tình trạng tương tự vô chính phủ ở một số khu vực. Các nhà hoạt động vì quyền phụ nữ, chẳng hạn như Fien Jarangga, ủng hộ phong trào đòi độc lập.
Chính quyền Indonesia tiếp tục hạn chế người nước ngoài tiếp cận khu vực mà họ chính thức tuyên bố là một "mối quan ngại về an toàn và an ninh". Một số tổ chức đã kêu gọi thực hiện một nhiệm vụ gìn giữ hòa bình trong khu vực.

## Tổng quan bối cảnh
Tháng 12 năm 1949, sau khi Cách mạng Dân tộc Indonesia kết thúc, Hà Lan đã đồng ý công nhận chủ quyền của Indonesia đối với các lãnh thổ Đông Ấn Hà Lan trước đây, ngoại trừ Tây New Guinea mà Hà Lan tiếp tục quản lý với tên gọi New Guinea thuộc Hà Lan. Chính phủ Indonesia theo chủ nghĩa dân tộc đã lập luận rằng họ là nước thừa kế toàn bộ Đông Ấn Hà Lan và muốn chấm dứt sự hiện diện của thực dân Hà Lan tại quần đảo này. Hà Lan thì lập luận rằng người Papua khác biệt về sắc tộc và Hà Lan sẽ tiếp tục quản lý lãnh thổ cho đến khi có khả năng tự quyết. Từ năm 1950 trở đi, Hà Lan và các cường quốc phương Tây đồng ý rằng người Papua nên thành lập một quốc gia độc lập. Tuy nhiên, do những biến động toàn cầu, chủ yếu là mối quan tâm của chính quyền Kennedy muốn giữ Indonesia đứng về phía họ trong Chiến tranh Lạnh, Hoa Kỳ gây áp lực buộc Hà Lan phải hủy bỏ nền độc lập của Papua và chuyển giao lãnh thổ cho Indonesia.

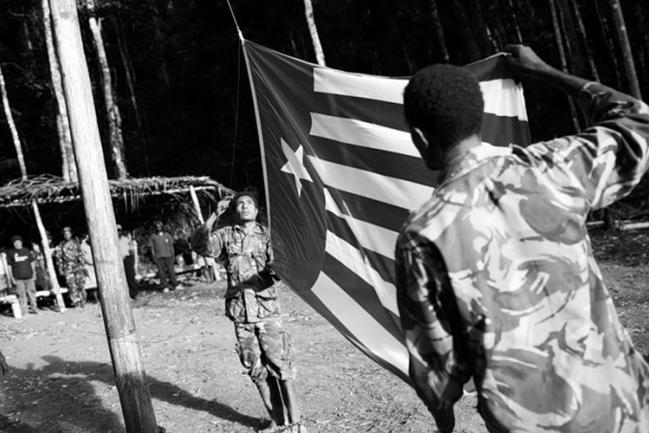
Những người đấu tranh đòi độc lập Tây Papua năm 1971

Năm 1962, Hà Lan đồng ý giao lãnh thổ này cho Liên Hợp Quốc quản lý tạm thời và ký kết Thỏa thuận New York, trong đó có điều khoản rằng một cuộc trưng cầu dân ý sẽ được tổ chức trước năm 1969. Quân đội Indonesia đã tổ chức cuộc bỏ phiếu này, được gọi là Đạo luật Tự do Lựa chọn năm 1969, để xác định quan điểm của người dân về tương lai của lãnh thổ. Kết quả là có lợi cho việc sáp nhập vào Indonesia. Tuy vậy, cuộc bỏ phiếu lại vi phạm Thỏa thuận giữa Indonesia và Hà Lan rằng quân đội Indonesia đã có mặt trong cuộc trưng cầu, và chỉ có 1.025 người được chọn bằng tay, là những người bị "buộc trước họng súng" bỏ phiếu ủng hộ sáp nhập, ít hơn nhiều so với 1% trong số những người lẽ ra đã đủ điều kiện để bỏ phiếu. Do đó, tính hợp pháp của cuộc bỏ phiếu bị các nhà hoạt động độc lập tranh cãi, những người phản đối việc Indonesia chiếm đóng quân sự ở Papua. Indonesia thường xuyên bị cáo buộc vi phạm nhân quyền. Chúng bao gồm các cuộc tấn công vào những thường dân ủng hội OPM và bỏ tù những người giương cao lá cờ quốc gia Moring Star của Tây Papua vì tội phản quốc.

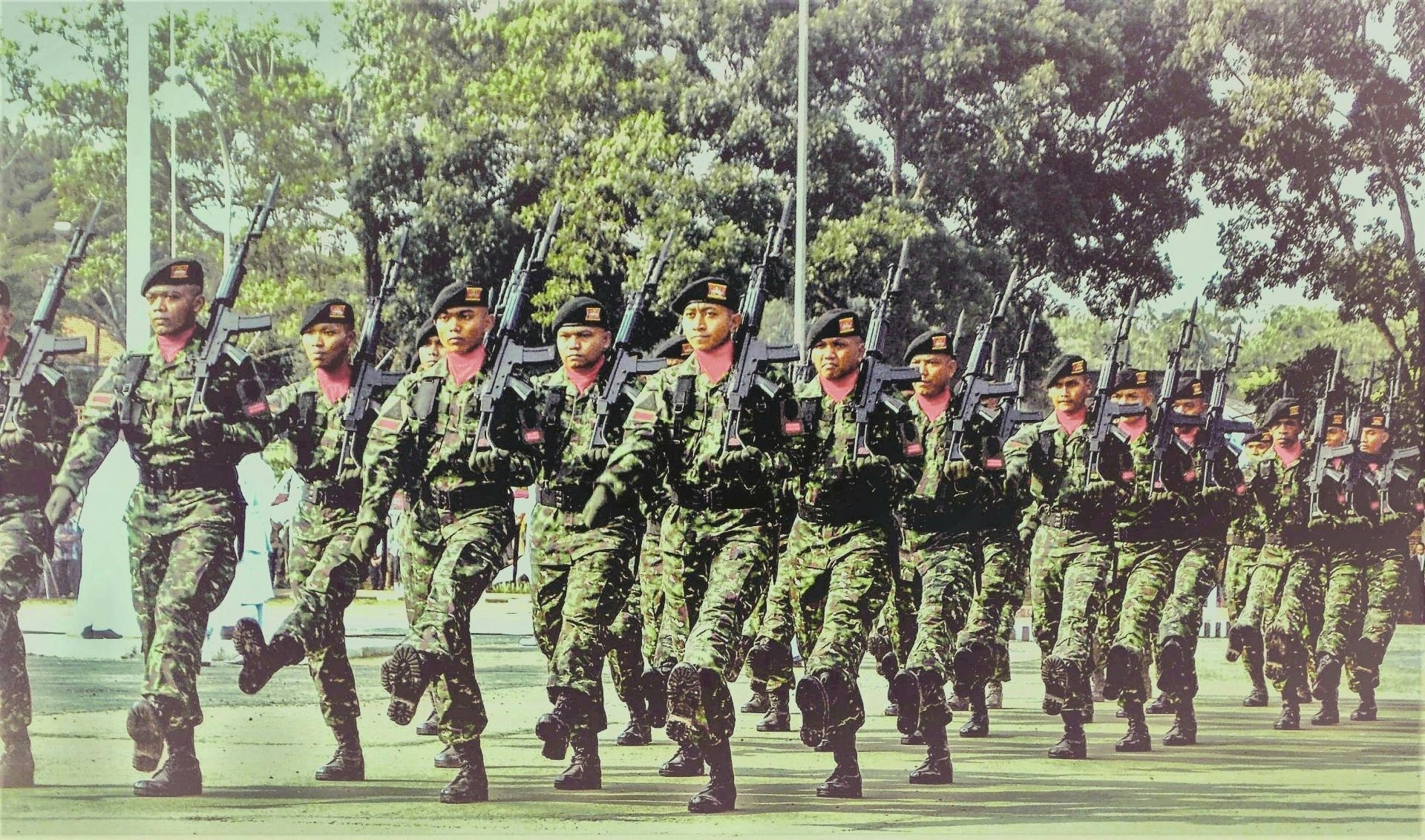
Lực lượng vũ trang Indonesia đã bị cáo buộc vi phạm nhân quyền ở Papua.

Thông qua chương trình di cư, kể từ năm 1969, bao gồm cả di cư đến Papua, khoảng một nửa cư dân của Papua Indonesia là người di cư. Hôn nhân giữa các chủng tộc ngày càng gia tăng và con cái của những người kết hôn liên dân tộc đã coi mình là "Papua" hơn là nhóm dân tộc của cha mẹ họ. Tính đến năm 2010, 13.500 người tị nạn Papua sống lưu vong ở nước láng giềng Papua New Guinea (PNG), và thỉnh thoảng, giao tranh tràn qua biên giới. Do đó, Lực lượng Phòng vệ Papua New Guinea (PNGDF) đã thiết lập các cuộc tuần tra dọc theo biên giới phía tây của PNG để ngăn chặn sự xâm nhập của OPM. Ngoài ra, chính phủ PNG đã trục xuất những cư dân "vượt biên" và đưa ra điều kiện để những người di cư ở lại PNG là cam kết không có hoạt động chống Indonesia. Kể từ cuối những năm 1970, OPM đã đưa ra "các mối đe dọa đối với các dự án kinh doanh và chính trị gia của PNG để trả đũa vì các hoạt động của PNGDF chống lại OPM". PNGDF đã thực hiện các cuộc tuần tra biên giới chung với Indonesia từ những năm 1980, mặc dù các hoạt động của PNGDF chống lại OPM là "song song".

## Các bên ủng hộ quyền tự quyết

### Quốc gia
Các quốc gia sau đã tố cáo Đạo luật Tự do Lựa chọn và/hoặc ủng hộ quyền tự quyết của người Papua:
- Saint Vincent và Grenadines – Saint Vincent và Grenadines bày tỏ sự ủng hộ đối với quyền tự quyết của người Papua vào năm 2017 tại UNGA, theo lời phát biểu của Phó Thủ tướng Louis Straker.[38]
- Vanuatu – Vanuatu đã thông qua Dự luật Wantok Blong Yumi vào năm 2010[39] và bày tỏ sự ủng hộ đối với quyền tự quyết của người Papua vào năm 2017 tại UNGA.[40]
- Quần đảo Solomon – Quần đảo Solomon bày tỏ sự ủng hộ đối với quyền tự quyết của người Papua vào năm 2017 tại UNGA.[40]
- Tonga – Thủ tướng Tonga ʻAkilisi Pōhiva kêu gọi thế giới hành động về tình hình nhân quyền ở khu vực Tây Papua của Indonesia.[41][42]
- Tuvalu – Cựu Thủ tướng Enele Sopoaga ủng hộ quyền tự quyết của người Papua tại Đại Hội đồng Liên Hợp Quốc năm 2017, và ký tuyên bố chung với các đảo quốc Thái Bình Dương khác vào tháng 5 năm 2017.[43][44]
- Nauru – Năm 2017, Nauru đã ký một tuyên bố chung ủng hộ quyền tự quyết của người Papua.[44]
- Palau – Năm 2017, Palau đã ký một tuyên bố chung ủng hộ quyền tự quyết của người Papua.[44]
- Quần đảo Marshall – Năm 2017, Quần đảo Marshall đã ký một tuyên bố chung ủng hộ quyền tự quyết của người Papua.[44]

### Chính trị gia
| Tên               | Quốc gia                                | Đảng chính trị                     | Chú thích     |
| ----------------- | --------------------------------------- | ---------------------------------- | ------------- |
| Abdoulaye Wade    | Senegal                                 | Đảng Dân chủ Senegal               | [ 45 ]        |
| Adam Bandt        | Úc                                      | Đảng Xanh Úc                       | [ 46 ]        |
| ʻAkilisi Pōhiva   | Tonga                                   | Đảng Dân chủ Quần đảo Thân thiện   | [ 47 ] [ 48 ] |
| Jeremy Corbyn     | Vương quốc Liên hiệp Anh và Bắc Ireland | Không                              | [ 49 ]        |
| John Kufour       | Ghana                                   | Đảng Yêu nước Mới                  | [ 50 ]        |
| Jerry Rawlings    | Ghana                                   | Đại hội Dân chủ Toàn quốc          | [ 50 ]        |
| Manasseh Sogavare | Quần đảo Solomon                        | Chính khách độc lập                | [ 51 ]        |
| Marama Davidson   | New Zealand                             | Đảng Xanh của Aotearoa New Zealand | [ 52 ]        |
| Powes Parkop      | Papua New Guinea                        | Đảng Dân chủ Xã hội                | [ 53 ]        |
| Richard Di Natale | Úc                                      | Đảng Xanh Úc                       | [ 46 ] [ 54 ] |
| Scott Ludlam      | Úc                                      | Đảng Xanh Úc                       | [ 55 ]        |

### Đảng chính trị
| Tên                   | Quốc gia | Chú thích |
| --------------------- | -------- | --------- |
| Đảng Cộng sản Úc      | Úc       | [ 46 ]    |
| Đảng Xanh Úc          | Úc       | [ 46 ]    |
| Đảng Lao động Dân chủ | Úc       | [ 56 ]    |
| Đảng Xã hội Malaysia  | Malaysia | [ 57 ]    |

### Các tổ chức khác
Nghị viện Quốc tế về Tây Papua là một tổ chức chính trị quốc tế ủng hộ nền độc lập của Tây Papua.